# ۱۲۲۹ (خورشیدی)
۱۲۲۹ هزار و دویست و بیست و نهمین سال هجری خورشیدی است.

## رویدادها
- ۱۸ بهمن – چاپ نخستین نسخهٔ هفته‌نامهٔ «روزنامه وقایع اتفاقیه»